# Zakkendragershuisje (Gouda)
Het Zakkendragershuisje is het enige overgebleven muurhuis bij de Sint-Janskerk van Gouda.
Het zakkendragershuisje was het gildehuis van het zakkendragersgilde. Het huis werd voor het eerst als gildehuis vermeld in een aanvulling op de gildenbrief van 1620. In het zakkendragershuisje werden de gildevergaderingen gehouden. De turfdragers dienden zich hier te melden indien zij opgeroepen werden voor het lossen van een vracht. Verschenen zij niet binnen een halfuur na oproep bij het zakkendragershuisje dan was het volgende gildelid aan de beurt.
Oorspronkelijk hebben er zo'n dertig muurhuisjes bij de Sint-Janskerk gestaan. Deze huisjes waren vanaf het einde van de 16e eeuw tegen de kerk aan gebouwd en werden voor verschillende doeleinden gebruikt. Er waren pakhuisjes, knekelhuisjes, een brandspuithuisje, loodsjes, huisjes voor kerkbedienden en accijnshuisjes. Sommige huisjes werden verhuurd als woonhuis. Ook de stadsbeeldhouwer Gregorius Cool had hier zijn werkplaats.
In de loop der tijd zijn de muurhuisjes afgebroken. Ook de beide zakkendragershuisjes (nog te zien midden voor de kerk op de afgebeelde prent uit 1861) werden in 1904 afgebroken, maar vervangen door een nieuw gebouwtje met de naam Zakkendragershuisje. In 1917 werd het laatste originele muurhuisje afgebroken; vanaf die tijd is het Zakkendragershuisje nog het enige muurhuisje bij de Sint-Janskerk. Het kantoor van het Fonds Goudse Glazen was jarenlang in het gebouw gevestigd. Het gebouwtje doet thans dienst als kantoor voor STEP, Protestants Jeugdcentrum in Gouda.